# 环路文化
环路文化，是中国大陆（中国内地）的一种城市文化。指通过城市内的环形高速路和环形高架将城市大致地分成几块不同的区域的习惯。环路文化尤显著于上海和北京。前者通过内、中、外环将城市分为四块；后者通过二环至六环，以及有时加上想象中的“一环”将城市分成六个或七个部分。上海和北京并且还成为了两种环路模式的代表，即内中外模式和序数环路模式。

## 起源
虽然在建设了环路以后城市就事实上被划分为了不同的区域，但是人们真正普遍认识到这一点是从大陆城市房价激增开始的。在21世纪00年代至10年代，中国大陆大城市的房价经历了一段飞跃期。房价的激增导致不同的环路区域内的房地产持有者的资产状况也产生了显著的差异，这种财产状况与阶级状况的大幅度分化最终导致了心理上的差异的产生，使市民们最终产生了将城市用环路划分城市的习惯。另外，类似于上海对不同的环路施加不同的机动车限行标准政策的举措也进一步加深了环路区域之间的分化。

## 相关市场与政策问题
会与环路有联系的市场问题与政策问题通常有：
- 房价与地价差异
- 交通便利性
- 城市基础建设完整程度
- 机动车限行政策
- 烟花爆竹可燃禁燃区域划分

## 文化影响
- 在北京周边的一些城市居民有调侃自己的城市是北京7/8/9/10/X环的习惯（事实上被俗称为“北京七环”的首都地区环线高速公路确实主要经过河北），这也反映了相关居民希望北京扩大行政区域将自己居住地划入北京或北京事实上加紧与周边地区的联系进行“一体化进程”的想法。
- 网络上将《牡丹之歌》歌词恶搞成《五环之歌》，先后被多名著名歌手演唱过，并因被相声演员岳云鹏与说唱歌手MC Hotdog合作作为电影《煎饼侠》推广曲、插曲演唱而在网络上走红。[6]